# Александр I (яхта)
Княжеская яхта «Александр I» — судно военно-морского флота Болгарии.

## Описание судна
Корабль представлял собой двухмачтовый двухтрубный грузопассажирский колёсный пароход с железным корпусом и паровой машиной (два паровых котла общей мощностью 55 лошадиных сил). Ёмкость бункера составляла 20 тонн угля, что обеспечивало запас хода в 306 морских миль.
В качестве вооружения на яхту могли быть установлены два малокалиберных артиллерийских орудия.

## История службы
Корабль был построен в 1882—1883 годах на французской верфи в районе Марселя и 15 мая 1883 года — включён в состав болгарского флота, получив название «Александр I» (в честь правителя страны князя Александра I Баттенберга).
Предполагалось, что в мирное время корабль будет исполнять роль княжеской яхты, а во время войны будет вооружен двумя открыто установленными на палубе малокалиберными пушками и сможет использоваться в качестве транспорта или минного заградителя.
Во время сербско-болгарской войны 1885 года корабль использовался в качестве транспорта.
Во время второй Балканской войны 2 июля 1913 года он был затоплен экипажем в устье реки Русенски Лом (один из притоков Дуная), чтобы не допустить его захвата румынскими войсками. После окончания войны, в конце 1913 года он был поднят, доставлен в Русе и отремонтирован, однако уже в 1914 году, после поломки — был исключён из состава флота по техническому состоянию (так как было установлено, что машины и механизмы уже изношены).